# L'Isle-sur-la-Sorgue
Pour les articles homonymes, voir L'Isle.
L'Isle-sur-Sorgue [lil syʁ sɔʁg] (nom courant) ou L'Isle-sur-la-Sorgue [lil syʁ la sɔʁg] (nom officiel) est une commune française située dans le département du Vaucluse, en région Provence-Alpes-Côte d'Azur en France métropolitaine.
Ses habitants sont appelés les Islois [ilwa].

## Géographie

### Localisation
L'Isle-sur-la-Sorgue est située entre Avignon et la vallée Nord Luberon, à quelques pas de Fontaine-de-Vaucluse. L'Isle-sur-la-Sorgue compte trois hameaux qui sont Saint-Antoine, Petit-Palais et Velorgues.

### Communes limitrophes
Les communes limitrophes sont Cavaillon, Lagnes, Pernes-les-Fontaines, Robion, La Roque-sur-Pernes, Saumane-de-Vaucluse, Le Thor et Velleron.

### Relief
Le territoire de la commune est presque entièrement compris dans la vaste et riche plaine de la Sorgue.
Au nord, quelques collines boisées (avec une hauteur maximale de 243 mètres), de part et d'autre du Valat du Tacher.

### Hydrographie

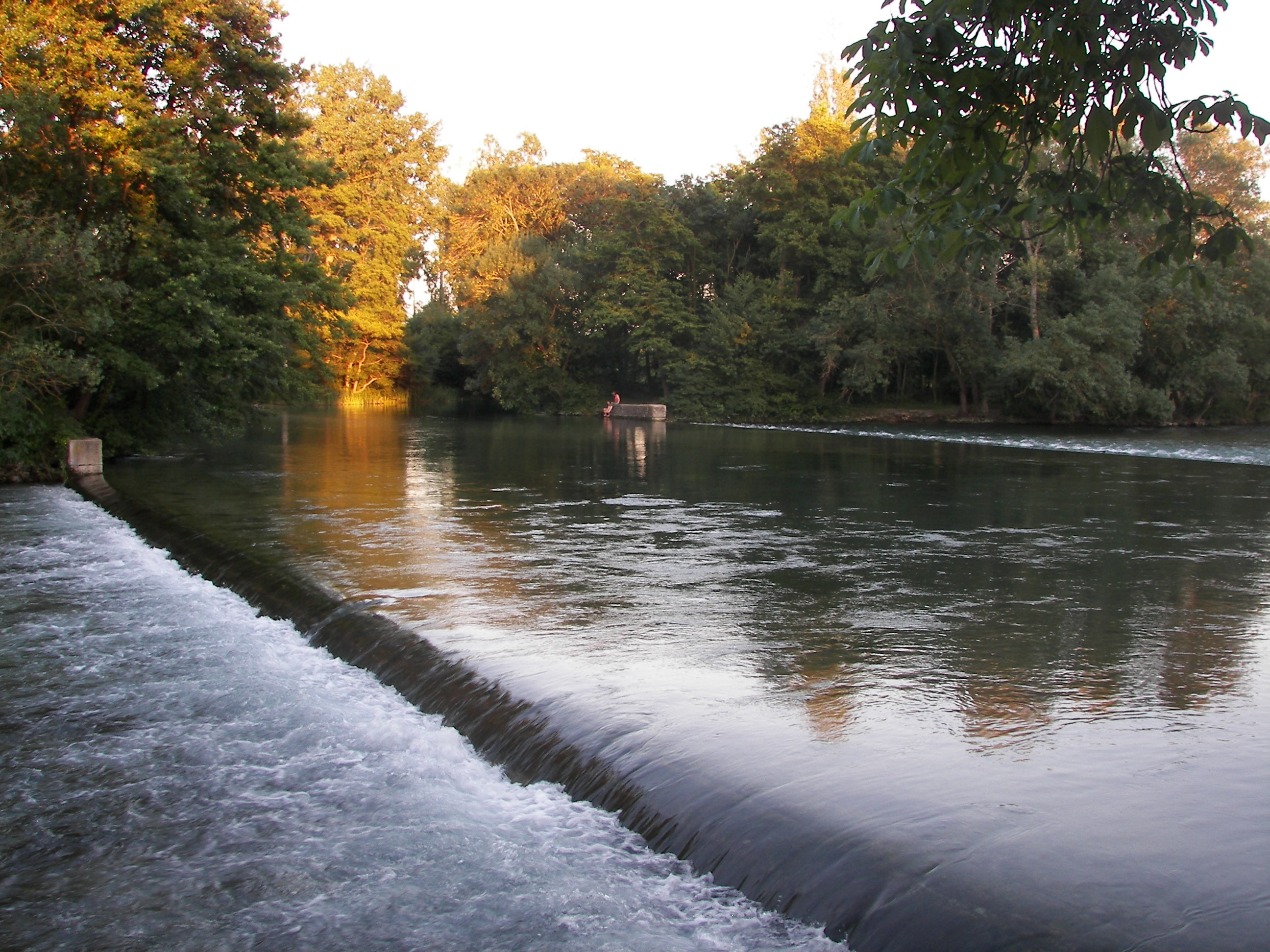
Le Partage des Eaux.

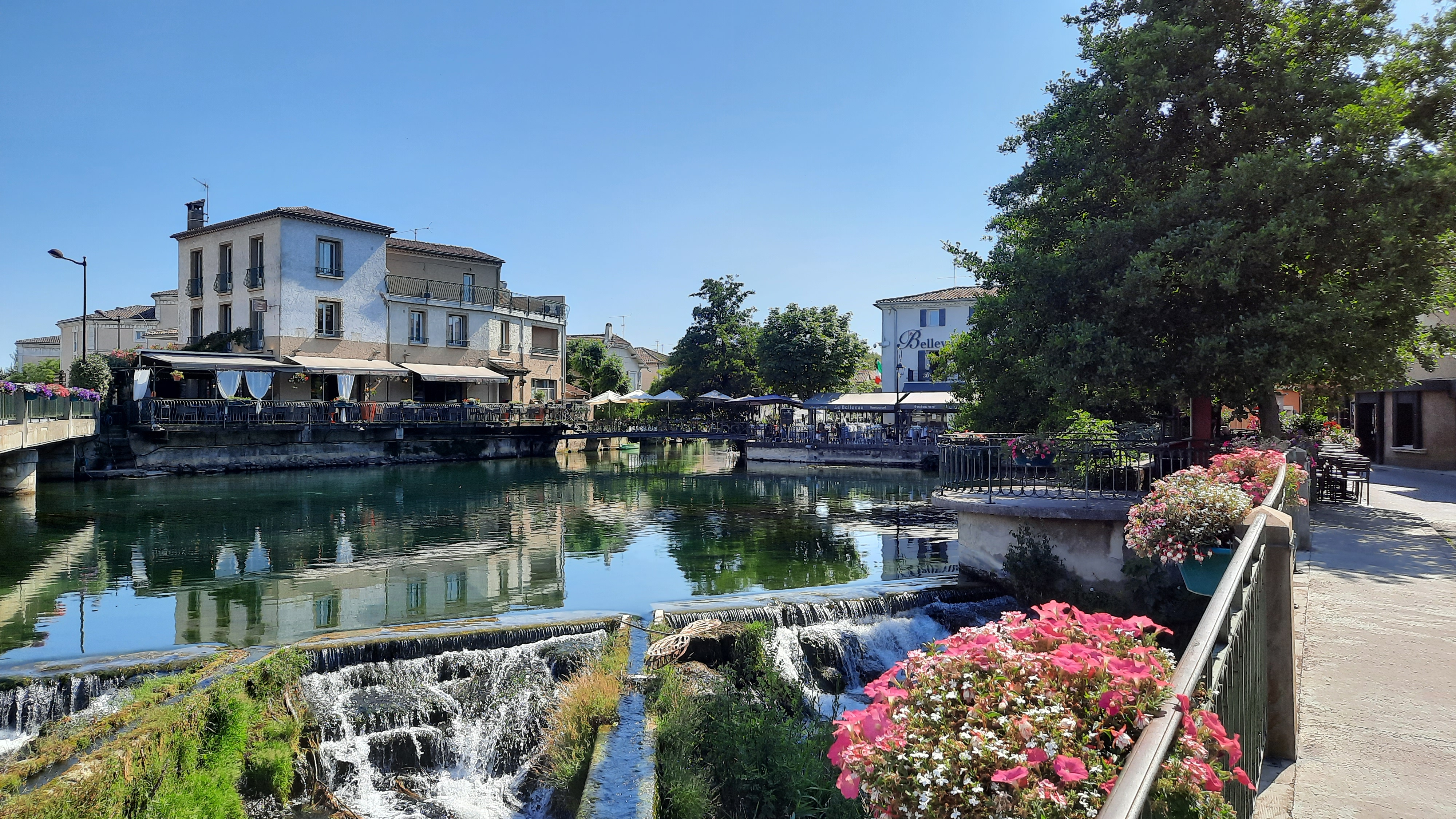
La Sorgue.

L'Isle-sur-la-Sorgue tient son nom de la Sorgue qui prend sa source quelques kilomètres en amont à Fontaine-de-Vaucluse. Celle-ci se divise en de multiples bras et canaux qui divisent la ville en plusieurs îles. Pour cette raison, la ville est parfois surnommée Venise Comtadine (par référence au Comtat Venaissin, dont elle faisait partie).
Le canal de Carpentras passe au nord de la ville, qui reçoit en outre une branche du canal Saint-Julien.
Une grande partie de la commune se trouve sur une nappe sub-affleurante qui, par temps de pluie intense, remonte jusqu'en surface et envahit les terrains et parvient même à s'infiltrer à l'intérieur de certaines habitations.
Dans le passé, les agriculteurs creusaient des fossés afin d'évacuer les eaux de ruissellement ou remontant de la nappe.

### Transports
Environ 800 km de Paris, 80 km de Marseille et 23 km d'Avignon.

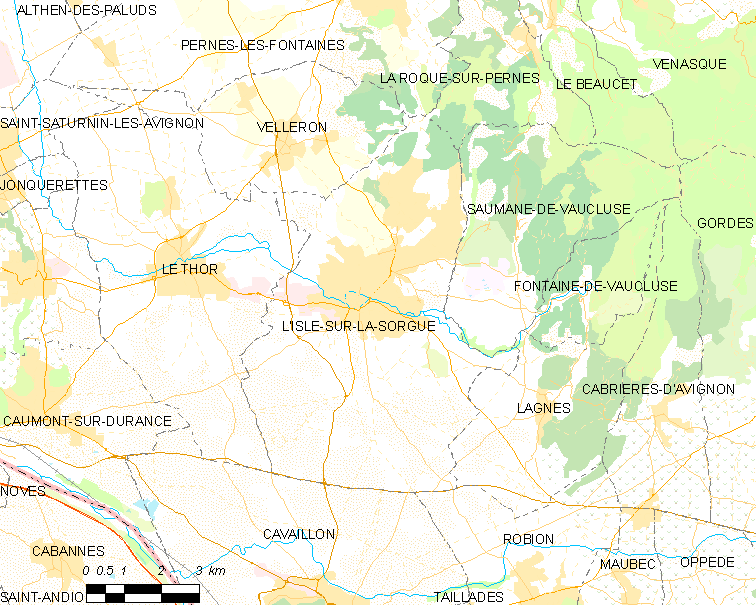
Carte de l'Isle-sur-la-Sorgue.

Distance de l'autoroute A7 : 13 km par la RD 25 pour la sortie Avignon Sud
et 12 km par la RD 938 pour la sortie Cavaillon.
Gare de L'Isle sur la Sorgue - Fontaine de Vaucluse en centre-ville desservie par la ligne 09 d'Avignon-Marseille via Cavaillon des TER Provence de la SNCF, gare d'Avignon TGV à 20 km.
Lignes d'autocars subventionnées par le département de Vaucluse et assurées par les compagnies Voyages Arnauds et Transdev Sud est :
les lignes Zou! Proximité Avignon-L'Isle (906), Carpentras-Avignon Agroparc (920), Apt-L'Isle (914), L'Isle-Coustelet (921), Carpentras-Cavaillon (913) et Zou! Express Carpentras-Aix (57) passent par l'Isle-sur-la-Sorgue. (Horaires : Zou! Proximité / Zou! Express)
La ligne Zou! Scolaire 9605, anciennement 13S3 dessert les collèges et lycées de L'Isle, les lignes 9600, 9602, 9603, 9606, 9607, 9900 passent par la ville (Horaires détaillés)
Aéroport d'Avignon à 15 km par la RD 25 et de Marseille-Provence à 70 km.

### Climat
Pour des articles plus généraux, voir Climat de Provence-Alpes-Côte d'Azur et Climat de Vaucluse.
En 2010, le climat de la commune est de type climat méditerranéen franc, selon une étude du Centre national de la recherche scientifique s'appuyant sur une série de données couvrant la période 1971-2000. En 2020, Météo-France publie une typologie des climats de la France métropolitaine dans laquelle la commune est exposée à un climat méditerranéen et est dans la région climatique  Provence, Languedoc-Roussillon, caractérisée par une pluviométrie faible en été, un très bon ensoleillement (2 600 h/an), un été chaud (21,5 °C), un air très sec en été, sec en toutes saisons, des vents forts (fréquence de 40 à 50 % de vents > 5 m/s) et peu de brouillards. 
Pour la période 1971-2000, la température annuelle moyenne est de 14,1 °C, avec une amplitude thermique annuelle de 17,6 °C. Le cumul annuel moyen de précipitations est de 659 mm, avec 5,9 jours de précipitations en janvier et 2,5 jours en juillet. Pour la période 1991-2020, la température moyenne annuelle observée sur la station météorologique de Météo-France la plus proche, « Cabrières d'Avignon », sur la commune de Cabrières-d'Avignon à 8 km à vol d'oiseau, est de 14,0 °C et le cumul annuel moyen de précipitations est de 696,9 mm. 
La température maximale relevée sur cette station est de 43,2 °C, atteinte le 28 juin 2019 ; la température minimale est de −15,2 °C, atteinte le 7 janvier 1985,,. 
| Mois                                  | jan.             | fév.           | mars            | avril         | mai           | juin          | jui.         | août          | sep.          | oct.            | nov.          | déc.          | année      |
| ------------------------------------- | ---------------- | -------------- | --------------- | ------------- | ------------- | ------------- | ------------ | ------------- | ------------- | --------------- | ------------- | ------------- | ---------- |
| Température minimale moyenne (°C)     | 0,6              | 0,6            | 3,4             | 6,4           | 10,2          | 13,6          | 15,7         | 15,4          | 12,1          | 9,2             | 4,5           | 1,4           | 7,8        |
| Température moyenne (°C)              | 5,6              | 6,3            | 9,8             | 12,8          | 16,9          | 20,8          | 23,2         | 22,9          | 18,7          | 14,8            | 9,5           | 6,2           | 14         |
| Température maximale moyenne (°C)     | 10,6             | 12             | 16,2            | 19,3          | 23,7          | 27,9          | 30,7         | 30,4          | 25,3          | 20,4            | 14,5          | 10,9          | 20,2       |
| Record de froid (°C) date du record   | −15,2 07.01.1985 | −13,7 12.02.12 | −11,5 01.03.05  | −5 08.04.21   | 0,2 07.05.19  | 3,7 03.06.06  | 6,9 17.07.00 | 5 31.08.1986  | 2,9 18.09.01  | −3,8 30.10.1997 | −9,1 17.11.07 | −13 16.12.01  | −15,2 1985 |
| Record de chaleur (°C) date du record | 20,3 05.01.18    | 22,6 24.02.20  | 28,2 21.03.1990 | 29,9 29.04.05 | 34,7 24.05.09 | 43,2 28.06.19 | 39 31.07.17  | 40,2 22.08.23 | 36,1 04.09.23 | 29,7 01.10.23   | 23,4 14.11.23 | 20,2 30.12.21 | 43,2 2019  |
| Précipitations (mm)                   | 57,7             | 37,8           | 40,1            | 64,5          | 58            | 39,1          | 21,8         | 40,5          | 91,7          | 100,1           | 95            | 50,6          | 696,9      |

| Diagramme climatique                                  |           |             |             |            |              |              |              |              |              |           |             |
| J                                                     | F         | M           | A           | M          | J            | J            | A            | S            | O            | N         | D           |
| 10,60,657,7                                           | 120,637,8 | 16,23,440,1 | 19,36,464,5 | 23,710,258 | 27,913,639,1 | 30,715,721,8 | 30,415,440,5 | 25,312,191,7 | 20,49,2100,1 | 14,54,595 | 10,91,450,6 |
| Moyennes : • Temp. maxi et mini °C • Précipitation mm |           |             |             |            |              |              |              |              |              |           |             |

Les paramètres climatiques de la commune ont été estimés pour le milieu du siècle (2041-2070) selon différents scénarios d'émission de gaz à effet de serre à partir des nouvelles projections climatiques de référence DRIAS-2020. Ils sont consultables sur un site dédié publié par Météo-France en novembre 2022.

## Urbanisme

### Typologie
Au 1er janvier 2024, L'Isle-sur-la-Sorgue est catégorisée centre urbain intermédiaire, selon la nouvelle grille communale de densité à sept niveaux définie par l'Insee en 2022.
Elle appartient à l'unité urbaine d'Avignon, une agglomération inter-régionale regroupant 59 communes, dont elle est une commune de la banlieue,,. Par ailleurs la commune fait partie de l'aire d'attraction de L'Isle-sur-la-Sorgue, dont elle est la commune-centre,. Cette aire, qui regroupe 4 communes, est catégorisée dans les aires de moins de 50 000 habitants,.

### Occupation des sols
L'occupation des sols de la commune, telle qu'elle ressort de la base de données européenne d'occupation biophysique des sols Corine Land Cover (CLC), est marquée par l'importance des territoires agricoles (70,8 % en 2018), en diminution par rapport à 1990 (80,3 %). La répartition détaillée en 2018 est la suivante : 
zones agricoles hétérogènes (33,8 %), cultures permanentes (28,3 %), zones urbanisées (21,9 %), terres arables (5 %), forêts (3,9 %), prairies (3,7 %), zones industrielles ou commerciales et réseaux de communication (2 %), milieux à végétation arbustive et/ou herbacée (1,4 %). L'évolution de l'occupation des sols de la commune et de ses infrastructures peut être observée sur les différentes représentations cartographiques du territoire : la carte de Cassini (XVIIIe siècle), la carte d'état-major (1820-1866) et les cartes ou photos aériennes de l'IGN pour la période actuelle (1950 à aujourd'hui).

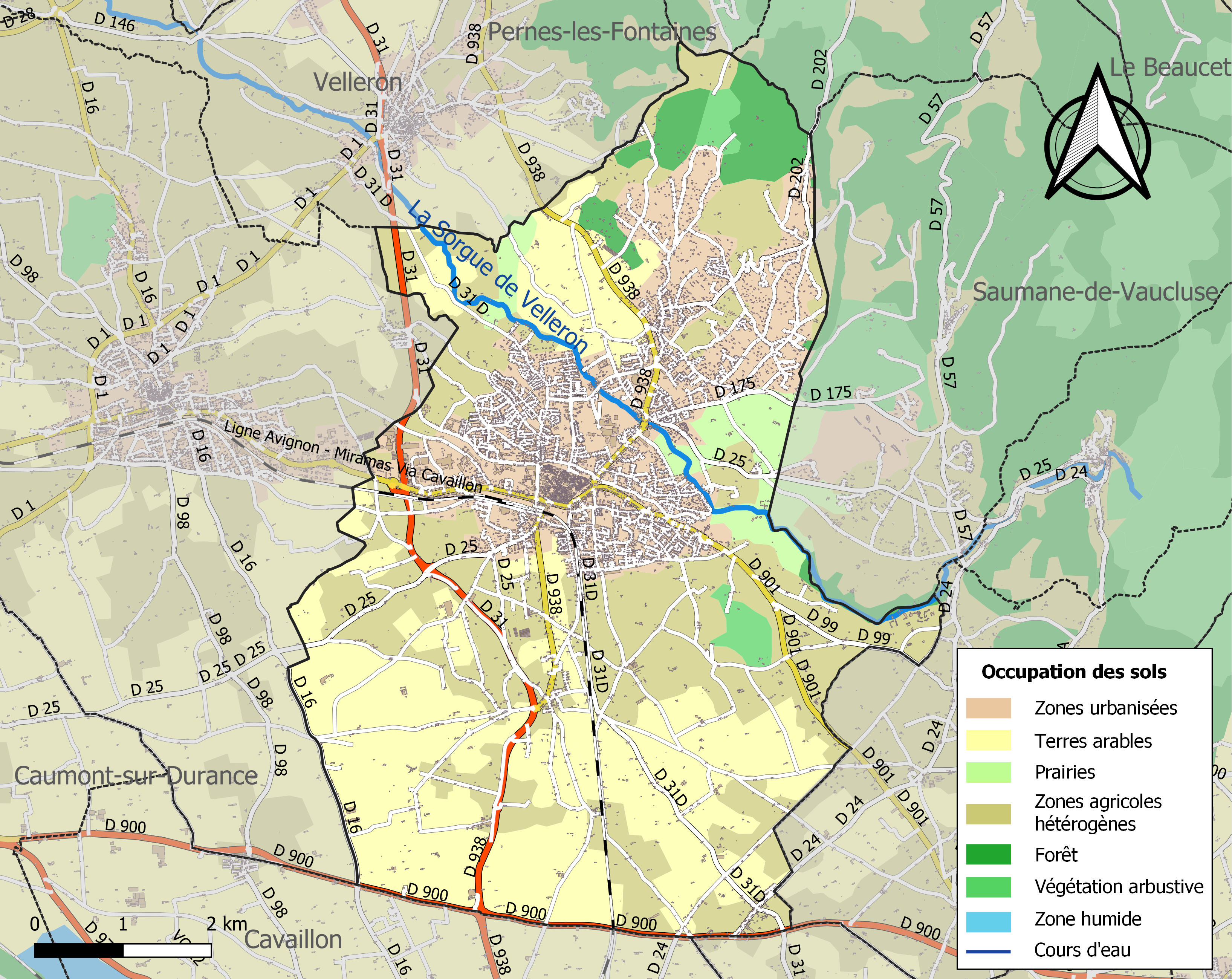
Carte des infrastructures et de l'occupation des sols de la commune en 2018 (CLC).

## Toponymie
Le nom de la commune en provençal est l'Illa de Sòrga selon la norme classique de l'occitan ou l'Ilo de Sorgo selon la norme mistralienne. On trouve aussi en provençal L'Illa de Venissa selon la norme classique de l'occitan ou L'Ilo de Venisso selon la norme mistralienne. Sur les panneaux de signalisation, la commune a utilisé plutôt la forme l'Islo de Venisso, c'est-à-dire « l'île du Comtat Venaissin ». La graphie « islo » utilisée sur ces panneaux est fautive, résultat d'un amalgame entre la graphie française « isle » et le mot provençal iscla/isclo, qui signifie également île, tombé en désuétude au profit de illa/ilo - cf. Lis Isclo d'Or, de Mistral. À l'époque moderne, le nom de la ville en français était L'Isle-de-Venisse[réf. nécessaire]. 
Le mot provençal sòrga/sorgo signifie « petit cours d'eau ». Le nom de la rivière, la Sorgue, est le résultat de la transformation en un nom propre en français d'un nom commun en provençal.

## Histoire

### Antiquité et Moyen Âge
Mention d'un castrum pendant l'occupation romaine (vestiges gallo-romains à Velorgues).
Aux XIIe et XIIIe siècles, l'abbaye Saint-André de Villeneuve-lès-Avignon y possédait le prieuré Saint-Gervais, qui relevait auparavant de l'abbaye Saint-Gervais de Fos. Fief des comtes de Provence, puis des comtes de Toulouse, enfin du Saint-Siège (1274). La cité a été fortifiée par les papes et devint le refuge des cités voisines.
L'Isle-sur-la-Sorgue a abrité pendant plusieurs siècles une des quatre « carrières » juives, c'est-à-dire les ghettos où l'administration papale obligeait les Juifs du Pape à habiter. Ces carrières ont été supprimées quand le Comtat Venaissin et Avignon ont été rattachés à la France en 1791.

### Période moderne
La ville fut épargnée par les guerres de Religion. C'est ici que César de Bus fonda à la fin du XVIe siècle les Doctrinaires.
La ville fut frappée par des épidémies de peste en 1458, 1628, 1629 et 1721 et de choléra en 1837 et 1854.
Pendant la Révolution française, la commune est rattachée aux Bouches-du-Rhône en avril 1792, avant la création du département de Vaucluse, en août 1793. Des arbres de la liberté sont plantés à la place aux Grains (de l'Église), rue de la Juiverie, au couvent des Cordeliers, devant celui des Minimes, et place aux Herbes (du marché).
Début juillet 1793, les fédéralistes insurgés entrent dans la ville et poursuivent sur Avignon. Lorsque la ville est reprise par la légion des Allobroges du commandant Doppet le 23 juillet 1793, le bourg est pillé et incendié, mais aucun massacre n'est commis, les fédéralistes insurgés ayant fui pendant l'assaut, avec la majorité des habitants. Les fédéralistes eurent 4 morts, les assaillants, 21 morts. L'incendie cause la destruction, notamment, de la synagogue, une des plus belles du département. Dans la répression qui se déclenche, les dénonciations vont bon train, et 1223 personnes sont incarcérées. Après enquête et jugement, onze furent guillotinées. En novembre 1794, le représentant en mission Maignet fait arrêter la municipalité Tiran, qui avait soutenu le jacobinisme depuis le début de la Révolution, mais qui relâcha un peu vite quelques fédéralistes, et qui profita des saisies et ventes de biens nationaux pour s'enrichir. C'est à L'Isle-de-Venise que fut arrêté Jourdan Coupe-Têtes à la même époque.
Les différentes saisies de mobilier religieux permirent la fonte de 82 kg d'argent. Une partie des sommes récoltées fut utilisée au creusement d'un canal d'irrigation à partir de la Sorgue.
En février 1795, une insurrection a lieu. En janvier 1797, le général Tisson préconise la mise en état de siège de la commune, qui est suspendu début mai, avant d'être rétabli le 26 mai pour quelques semaines. Vu l'agitation royaliste, et même l'insécurité qu'elle entretient, des commissions d'administrateurs sont nommés par l'administration départementale, qui ordonne un désarmement général. L'administration municipale ne parvient pas à retirer leurs armes aux royalistes, la commune est donc à nouveau mise en état de siège le 18 brumaire an V. L'instabilité de la municipalité réduit son rôle à sa plus simple expression : prélever les impôts. En dehors de ça, les routes ne sont plus entretenues, quelques marchés sont organisés.

### Période contemporaine
La ville fut frappée par des épidémies de peste de choléra en 1837 et 1854.
Au cours de la Seconde Guerre mondiale en 1944, les alliés bombardent la ville.

Le 22 août 1944 en début d'après-midi, des éléments du Maquis F.T.P.F Jean Robert abattent un officier allemand dans le quartier Malakoff. Immédiatement, les Allemands opèrent une rafle dans la population et arrêtent 9 otages. Le maire, Léon Reboul, entreprend une tractation et réussit à obtenir la libération de 5 de ses concitoyens en contrepartie d'objets de valeur, de denrées alimentaires et d'essence. Malgré tous les efforts du maire, Louis Bourgue, Georges Ferrieres, Marcel Manzi et Marius Monier sont fusillés à 18 h 30 dans la cour du lycée Benoît.

## Politique et administration
La commune fait partie de l'aire urbaine de L'Isle-sur-la-Sorgue.

### Administration municipale
De 1789 à 1799, les agents municipaux (maires) sont élus au suffrage direct pour deux ans et rééligibles, par les citoyens actifs de la commune, contribuables payant une contribution au moins égale à trois journées de travail dans la commune. Sont éligibles ceux qui paient un impôt au moins équivalent à dix journées de travail.
De 1799 à 1848, La constitution du 22 frimaire an VIII (13 décembre 1799) revient sur l'élection du maire, les maires sont nommés par le préfet pour les communes de moins de 5 000 habitants. La Restauration instaure la nomination des maires et des conseillers municipaux. Après 1831, les maires sont nommés (par le roi pour les communes de plus de 3 000 habitants, par le préfet pour les plus petites), mais les conseillers municipaux sont élus pour six ans.
Du 3 juillet 1848 à 1851, les maires sont élus par le conseil municipal pour les communes de moins de 6 000 habitants.
De 1851 à 1871, les maires sont nommés par le préfet, pour les communes de moins de 3 000 habitants et pour cinq ans à partir de 1855.
Depuis 1871 Les maires sont élus par le conseil municipal à la suite de son élection au suffrage universel.

### Jumelages
| Ville | Ville    | Pays | Pays        | Période     |
| ----- | -------- | ---- | ----------- | ----------- |
|       | Anagni   |      | Italie      | après 1978  |
|       | Penicuik |      | Royaume-Uni | depuis 1978 |

### Démographie
L'évolution du nombre d'habitants est connue à travers les recensements de la population effectués dans la commune depuis 1793. Pour les communes de plus de 10 000 habitants les recensements ont lieu chaque année à la suite d'une enquête par sondage auprès d'un échantillon d'adresses représentant 8 % de leurs logements, contrairement aux autres communes qui ont un recensement réel tous les cinq ans,.

En 2022, la commune comptait 20 315 habitants, en évolution de +4,73 % par rapport à 2016 (Vaucluse : +1,73 %, France hors Mayotte : +2,11 %).
| 1793  | 1800  | 1806  | 1821  | 1831  | 1836  | 1841  | 1846  | 1851  |
| ----- | ----- | ----- | ----- | ----- | ----- | ----- | ----- | ----- |
| 5 000 | 5 155 | 5 170 | 5 812 | 6 052 | 6 277 | 6 262 | 6 392 | 6 503 |

| 1856  | 1861  | 1866  | 1872  | 1876  | 1881  | 1886  | 1891  | 1896  |
| ----- | ----- | ----- | ----- | ----- | ----- | ----- | ----- | ----- |
| 6 500 | 6 517 | 6 478 | 6 337 | 6 508 | 6 208 | 6 317 | 6 003 | 6 266 |

| 1901  | 1906  | 1911  | 1921  | 1926  | 1931  | 1936  | 1946  | 1954  |
| ----- | ----- | ----- | ----- | ----- | ----- | ----- | ----- | ----- |
| 6 514 | 6 462 | 6 062 | 5 739 | 6 134 | 6 396 | 6 505 | 6 922 | 7 590 |

| 1962  | 1968  | 1975   | 1982   | 1990   | 1999   | 2006   | 2011   | 2016   |
| ----- | ----- | ------ | ------ | ------ | ------ | ------ | ------ | ------ |
| 8 704 | 9 740 | 11 508 | 12 728 | 15 564 | 16 971 | 18 015 | 19 086 | 19 398 |

| 2021   | 2022   | - | - | - | - | - | - | - |
| ------ | ------ | - | - | - | - | - | - | - |
| 19 965 | 20 315 | - | - | - | - | - | - | - |

### Culture et éducation
La ville de L'Isle-sur-la-Sorgue et ses hameaux bénéficient de nombreux établissements comme les écoles maternelles des Névons et des Valades, du Centre, de « Font de Galines » à Saint-Antoine et du Bassin, les écoles primaires Jean-Beys à Velorgues, René-Char, de Petit Palais, de Saint-Antoine « Lucie-Aubrac », du Centre, de Mourna et de l'école privée Saint-Laurent.
Elle dispose aussi de deux collèges, le collège Jean-Bouin et le collège Jean-Garcin, du lycée polyvalent Alphonse-Benoît et du lycée professionnel agricole La Ricarde.
La ville dispose d'une école municipale de musique dans l'hôtel des Gautier au sein du parc Gautier.
Elle dispose aussi d'une bibliothèque pour tous.
La ville dispose d'un cinéma ouvert au cours du mois de mai 2024. Un cinéma itinérant, La Strada, projette une fois par semaine un film dans le centre culturel à l'espace artistique.

### Sports

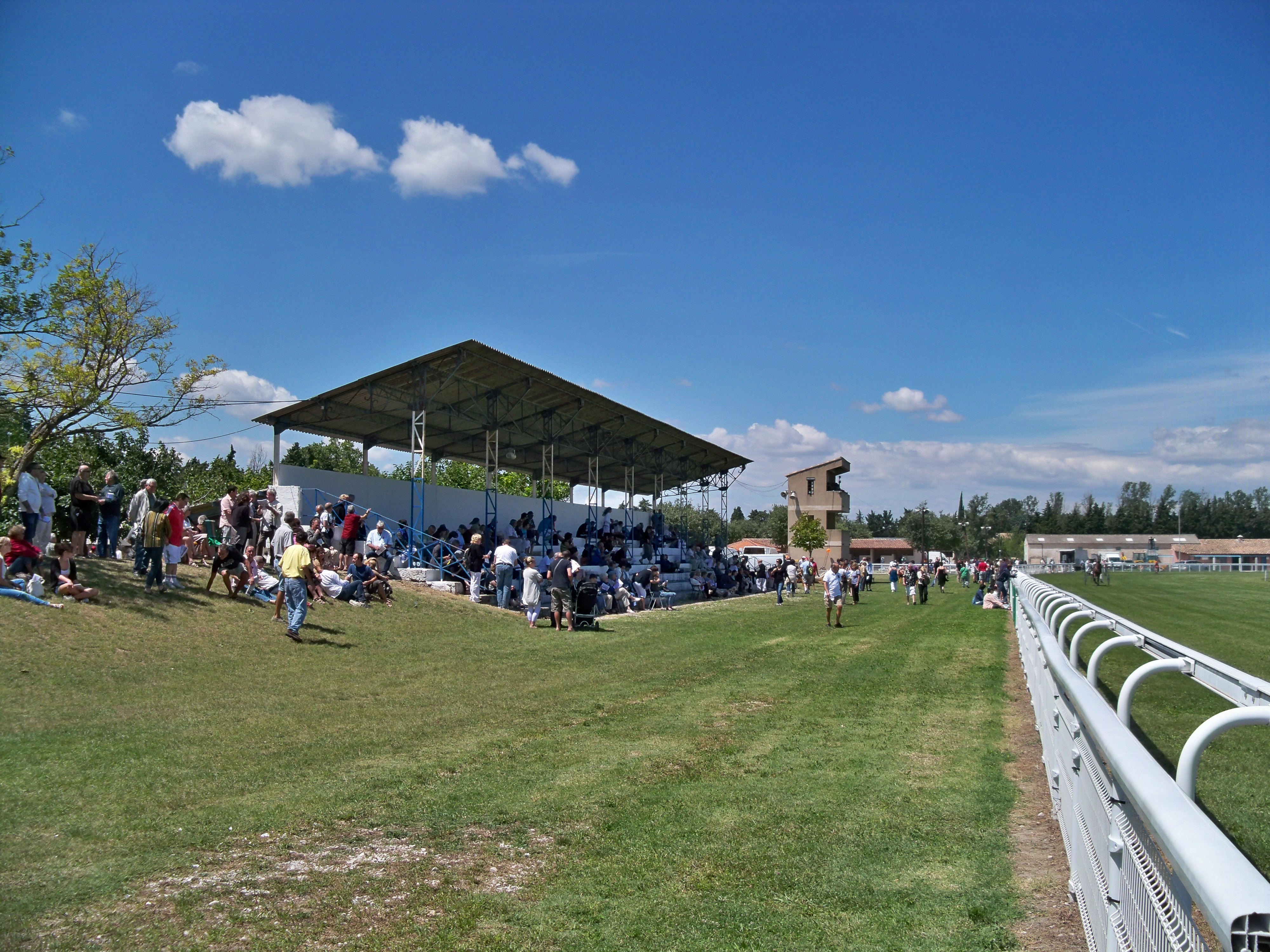
Hippodrome Saint-Gervais.

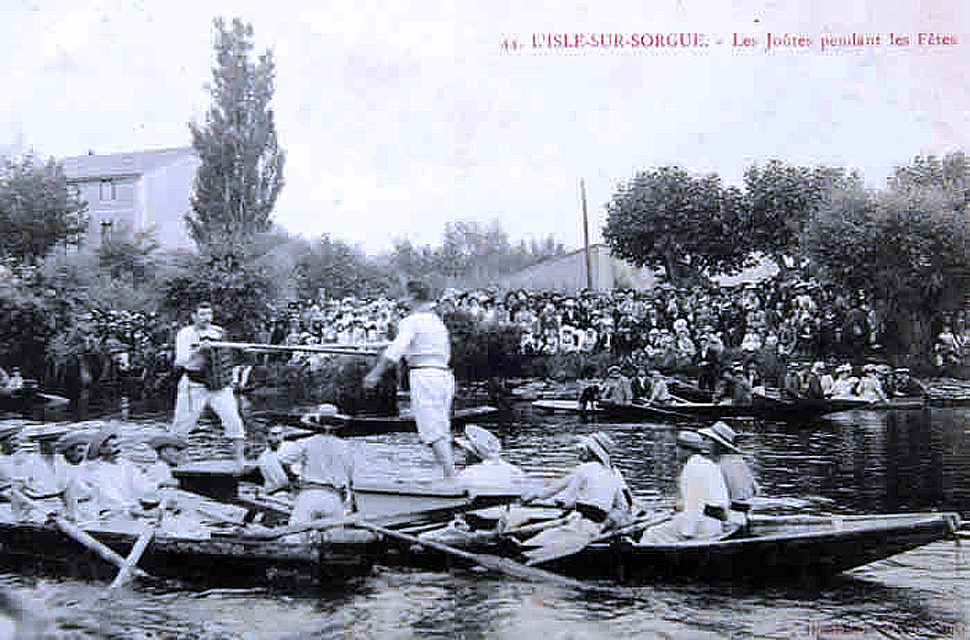
Les joutes sur la Sorgue au début du XXe siècle.

Nombreux équipements sportifs dont le complexe sportif des Capucins, les stades des Névons, de Saint-Jean, de Villevieille et de Saint-Antoine, la piscine municipale, l'hippodrome Saint-Gervais et les gymnases Jean-Légier, Emile-Avy et Martin-Luther-King.
Canoë, joutes et autres activités aquatiques sur la Sorgue. Le négo chin, qui se traduit par noie-chien, est une barque à fond plat typiquement provençale. Peu stable, cette embarcation réservée aux eaux peu profondes ou aux marais, servait à pêcher ou à chasser. Pour se déplacer, il est utilisé avec une grande perche en bois dont la taille varie entre trois et cinq mètres. Cette perche, glissée dans un trou spécialement aménagé permet d'immobiliser le nego chin. C'est alors que chasseurs et pêcheurs pouvaient ajuster leurs tirs ou lancer leurs filets.

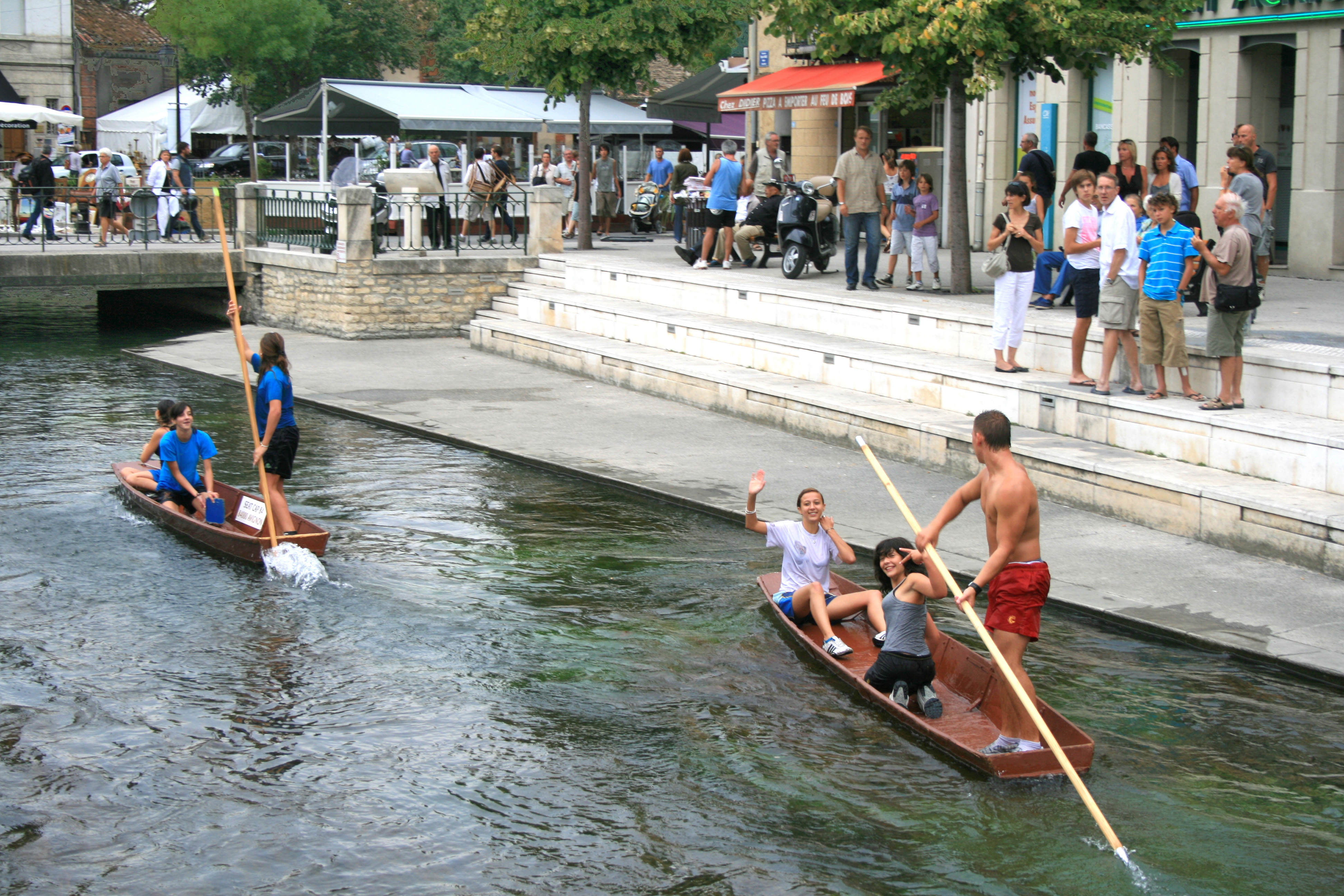
Deux nego-chins.

Sa rusticité, sa légèreté, sa rapidité et sa maniabilité l'ont imposé sur les Sorgues. Cette embarcation est composée de trois planches, une pour le fond et deux pour les côtés. Cet ensemble est maintenu par des flèches (bois ou fer) qui en assurent la solidité. Un nego chin mesure près de 5 mètres de long, pour 65 centimètres de large et 40 centimètres de profondeur. Cette barque glisse littéralement sur l'eau et se dirige debout, car elle ne comporte pas de banc.
Golf sur la commune voisine de Saumane.
Nombreuses associations sportives et détentes (boules, pêche, basket, handball, football, escrime, cheval, tennis, rugby, nego chin...).
4 principaux clubs sportifs : le BCI Rugby à XV, l'ASI Basket, le BCI Football et enfin le Racing Club Islois (RCI), club historique de football de la ville, créé par Joseph Occello, adjoint à la Mairie des années 1980 jusqu'au début des années 2000.

### Santé
Plusieurs cabinets médicaux (généralistes et spécialistes) sont installés sur la commune, ainsi que des laboratoires de biologie médicale à deux adresses différentes mais sous la même enseigne.
La ville possède également un centre hospitalier sans service d'urgences (ancien hôpital local), qui dispose de services d'EHPAD, de soins de suite et de réadaptation, de médecine et de soins infirmiers à domicile. Sont également présents sur la commune un foyer d'accueil médicalisé et un institut médico-éducatif accueillant des personnes handicapées et un EHPAD privé.

### Cultes

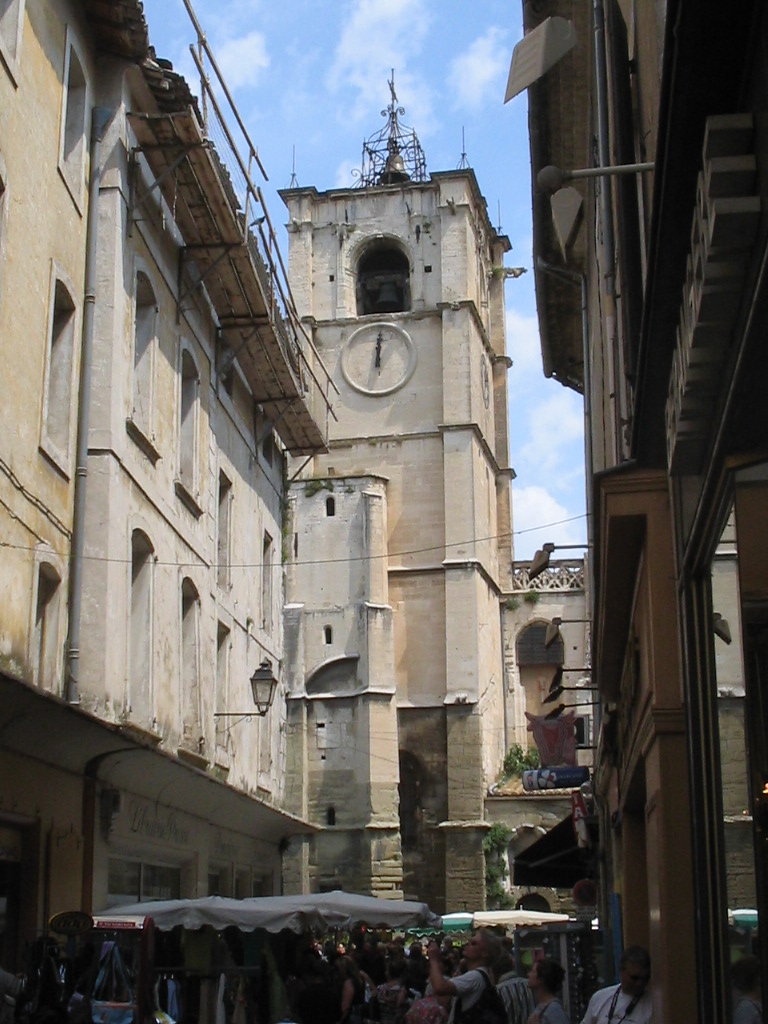
L'église de L'Isle-sur-la-Sorgue.

La paroisse Notre-Dame-des-Anges, de culte catholique, dépend du diocèse d'Avignon, doyenné de Cavaillon. Islam : une salle de prière collective est mise à disposition.
L'Église Protestante Évangélique Baptiste. Elle s'est fondée depuis l'église Temple Protestant Évangélique de Carpentras.

### Cinématographie
Plusieurs films ont été tournés à L'Isle-sur-la-Sorgue, notamment Le Château des oliviers feuilleton télévisé de Nicolas Gessner diffusé sur France 2 en 1992 ; ainsi que « Meurtres au mont Ventoux », épisode de la collection des « Meurtres à... », sur France 3 en 2015. Un épisode de la série britannique Patrick Melrose a également été tourné dans l'hôpital de la commune.
La commune est également citée dans le film d'animation japonais Wonderland : le royaume sans pluie de Keiichi Hara, sorti en 2019.

## Économie

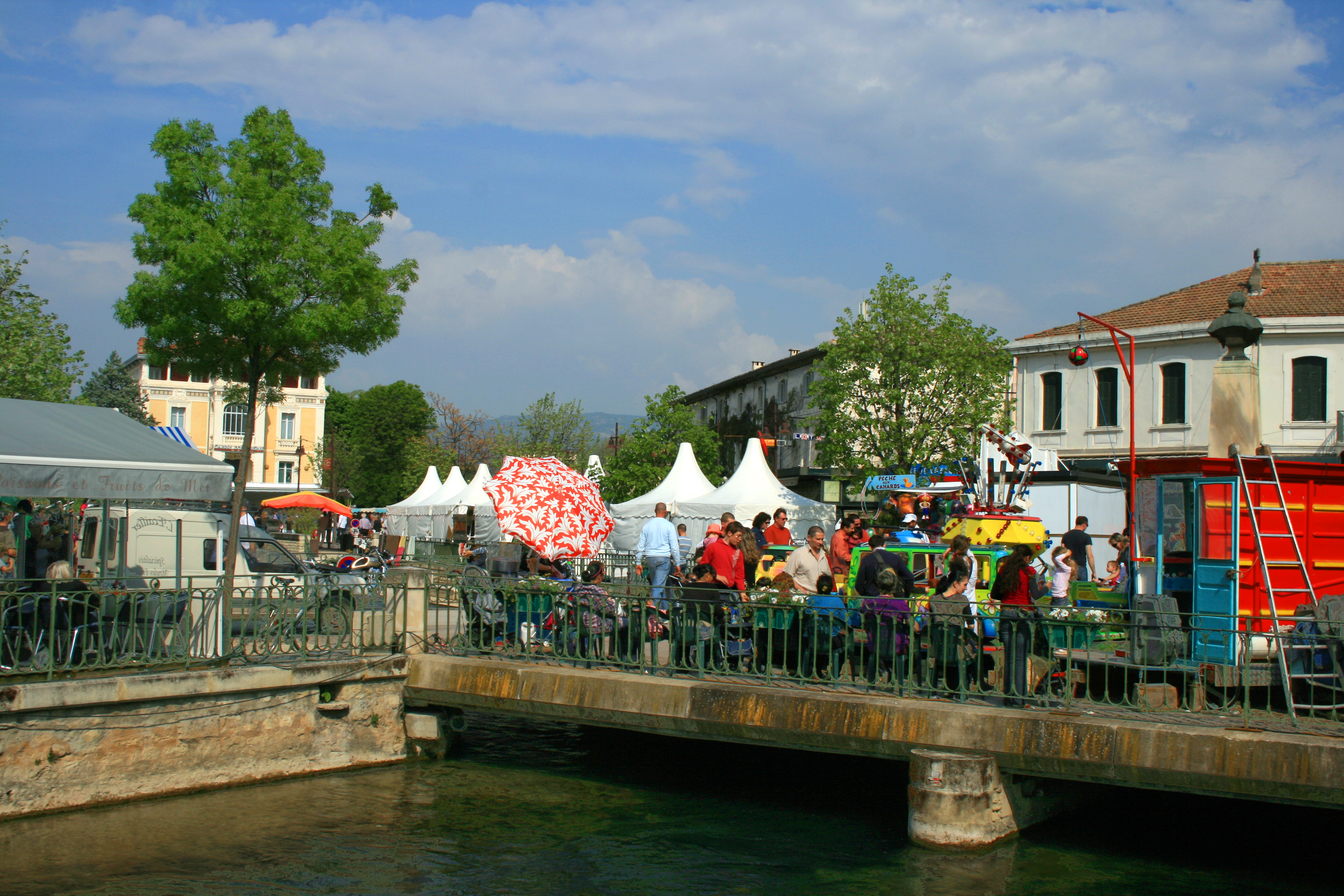
Marché à la brocante et aux antiquités à L'Isle-sur-la-Sorgue.

Avec la proximité du Luberon, du golf de Saumane, du TGV d'Avignon, le tourisme occupe directement (hôtellerie, camping, gîtes, restauration, loisirs) ou indirectement (artisanat culinaire, produits provençaux) une part importante de l'économie de la ville… Mais c'est surtout un centre européen de la brocante et des antiquaires, notamment avec le week-end du 15-août et sa brocante qui attire chaque été environ 100 000 visiteurs.

### Secteurs d'activités
Industrie : Autrefois, la force de l'eau et les multiples canaux servaient pour des filatures de soie, papeteries, teintureries et moulins. La modernisation a fait disparaître tout cela.
Artisanat : Tapis.
Édition : Les éditions Armada, spécialisées en fantastique, fantasy et science-fiction, ont leur siège à L'Isle-sur-la-Sorgue.
Extraction minière : Carrière de gypse.

#### Agriculture
Coopératives fruitière et agricole, conserveries et industries légères.
Deux piscicultures.
La qualité du sol et l'abondance de l'eau ont permis de riches cultures maraîchères et fruitières. Culture du melon, vigne, oliviers entre autres.
La commune produit des vins qui ne sont pas en appellation d'origine contrôlée ; ils peuvent revendiquer, après agrément le label Vin de pays d'Aigues.

#### Commerce
La ville possède de nombreux commerces, dont des supermarchés et GSS.

##### Antiquités et brocantes

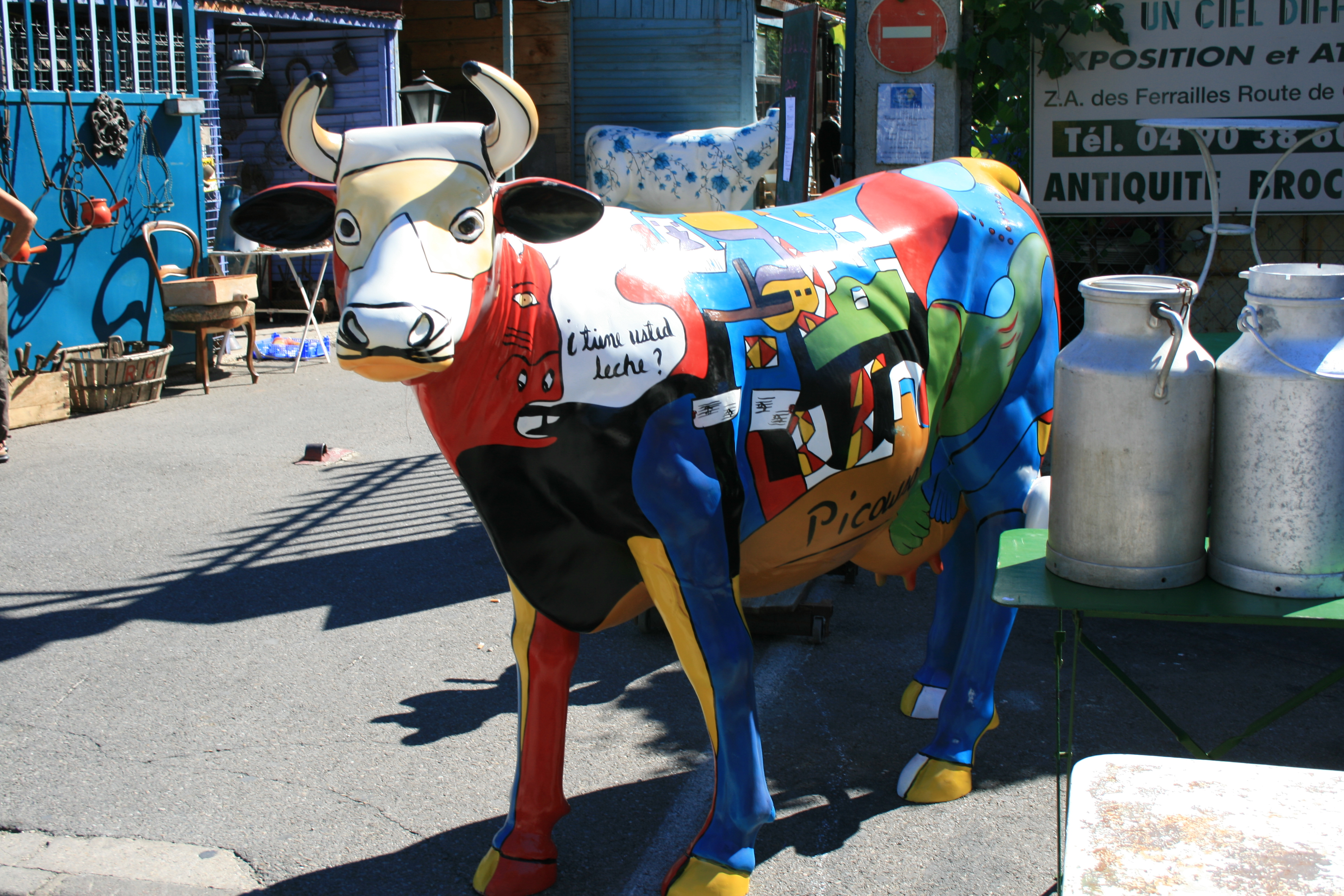
Étal de brocanteur à L'Isle-sur-la-Sorgue.

Au cours des années 1960, la ville s'est spécialisée dans le marché de la brocante et des antiquités. La Venise provençale est depuis devenue le troisième centre européen dans ce commerce, après Londres et Saint-Ouen. En 1966, deux foires internationales ont été créées, à Pâques et au 15 août. C'est là que la ville enregistre les pics de fréquentation les plus importants de l'année, tant au niveau des visiteurs amateurs de brocante (120 000) que des marchands professionnels (200 à 220 exposants haut de gamme). Quatre grandes foires ont maintenant lieu à Pâques, Pentecôte, le 15 août et à la Toussaint. Leur renommée est internationale. De nombreux brocanteurs et antiquaires se sont installés en ville et sur la commune, créant des regroupements dont le Quai de la Gare et le l'Isle des Antiquaires dans les années 1980.
L'édition 2015 (du 13 au 16 août) a été la 99e foire internationale de l'Art et des Antiquités. La 100e se déroulera pendant le week-end de Pâques 2016.

##### Marchés
En centre-ville :

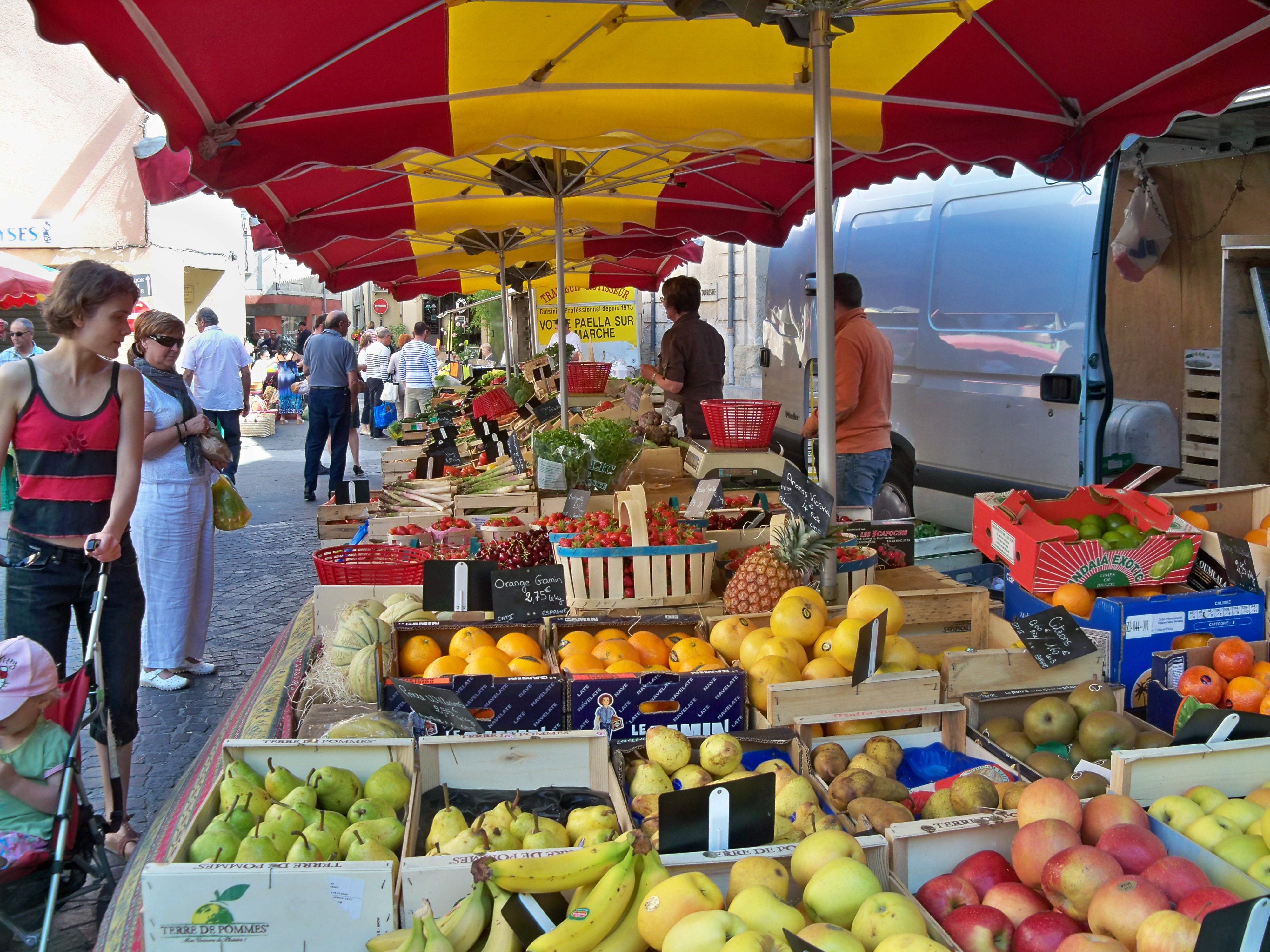
Le marché dominical.

- marché du jeudi matin de 6 h à 14 h ;
- marché du dimanche matin de 6 h à 14 h ; il passe pour être un des plus importants de France en nombre de visiteurs. Toutes les rues du centre-ville sont occupées par les commerçants ;
- au hameau de Petit Palais, marché agricole le samedi matin de 6 h à 14 h (ouvert de mars à novembre).

Une fois par an a lieu le marché flottant : il se déroule sur la Sorgue, le 1er dimanche du mois d'août.
Tous les dimanches en centre-ville, sur l'avenue des 4-Otages, a aussi lieu le marché des brocanteurs.

## Culture locale et patrimoine

### Lieux et monuments

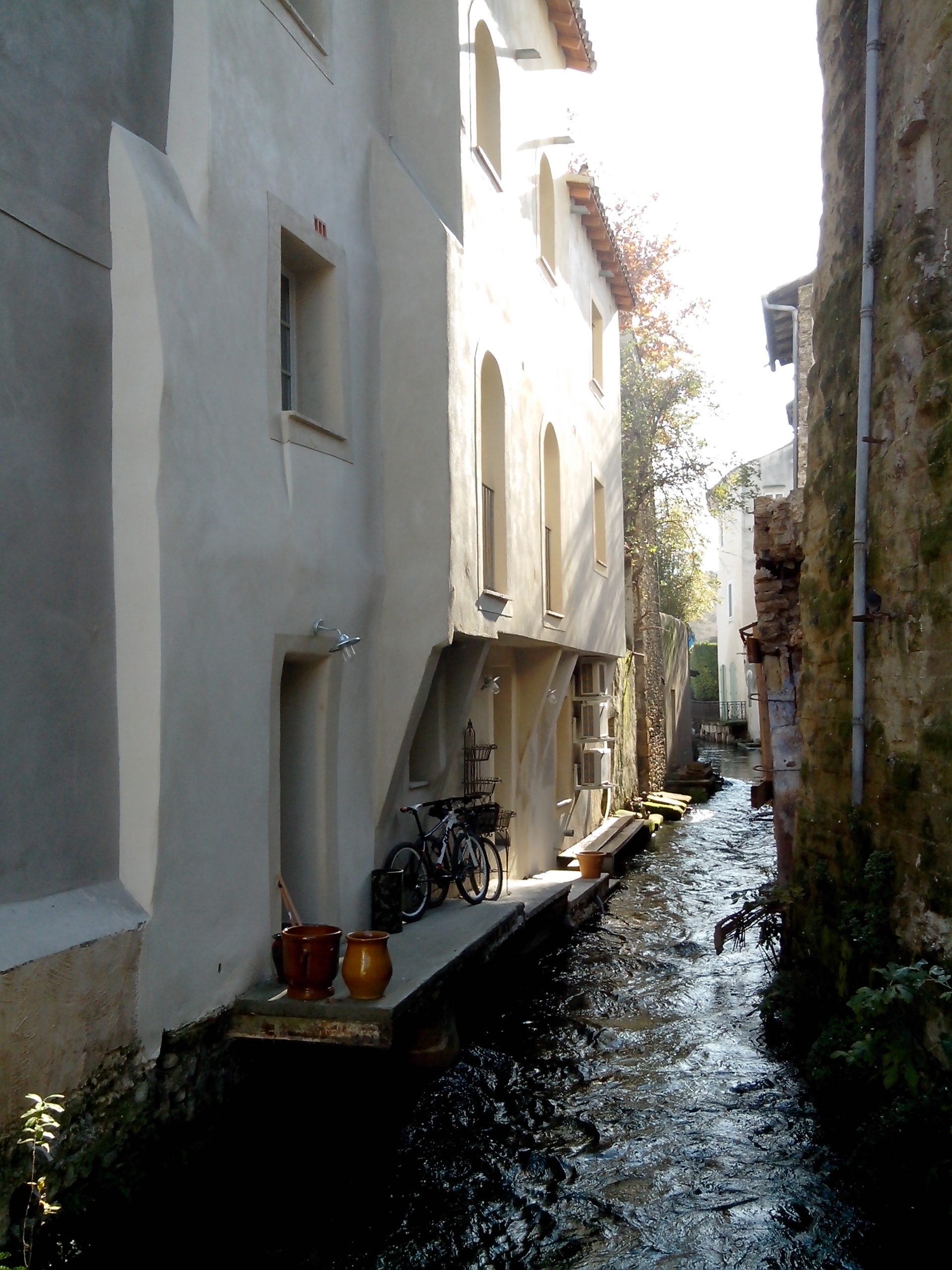
L'Arquet, près de la place Buisson.

- La tour Boutin est le seul témoin des anciennes fortifications de la ville (IMH), place de la Liberté. Il s'agit d'un donjon médiéval de forme carrée aux murs épais de 2,30 m. À côté d'elle se trouvent les vestiges d'une maison cardinalice du XIVe.
- L'ancien grenier public de 1779 (IMH) est un exemple d'architecture fonctionnelle Louis XVI (syndicat d'initiative + Grenier numérique).
- L'hôtel de Palerne (IMH), du XVIIIe siècle, possède une rampe en fer forgé, des gypseries et une remise à carrosses. Plusieurs maisons (dont trois IMH) aux façades allant du XVIe au XIXe siècle.
- L'hôpital-hospice (ou hôtel-Dieu)[46], comportant une apothicairerie, est une œuvre de l'architecte Jean-Baptiste Franque, agrandie et remaniée au XVIIIe siècle. Dans le jardin, un buffet d'eau de 1768.
- L'îlot de la Tour d'Argent, composé d'une tour datée de la fin du XIIe siècle et de bâtiments s'échelonnant du XVe au XVIIIe siècle, est situé en cœur de cité, face à la collégiale Notre-Dame-des-Anges.
- À Velorgues, les vestiges de l'ancienne enceinte et une tour du XIIe siècle démantelée. Plusieurs hôtels XVIe/XVIIe siècle.
- Le bureau de poste a été décoré par la céramiste Alice Colonieu.
- Le moulin de Mousquety.

#### Liés à l'eau
- Le partage des Eaux.

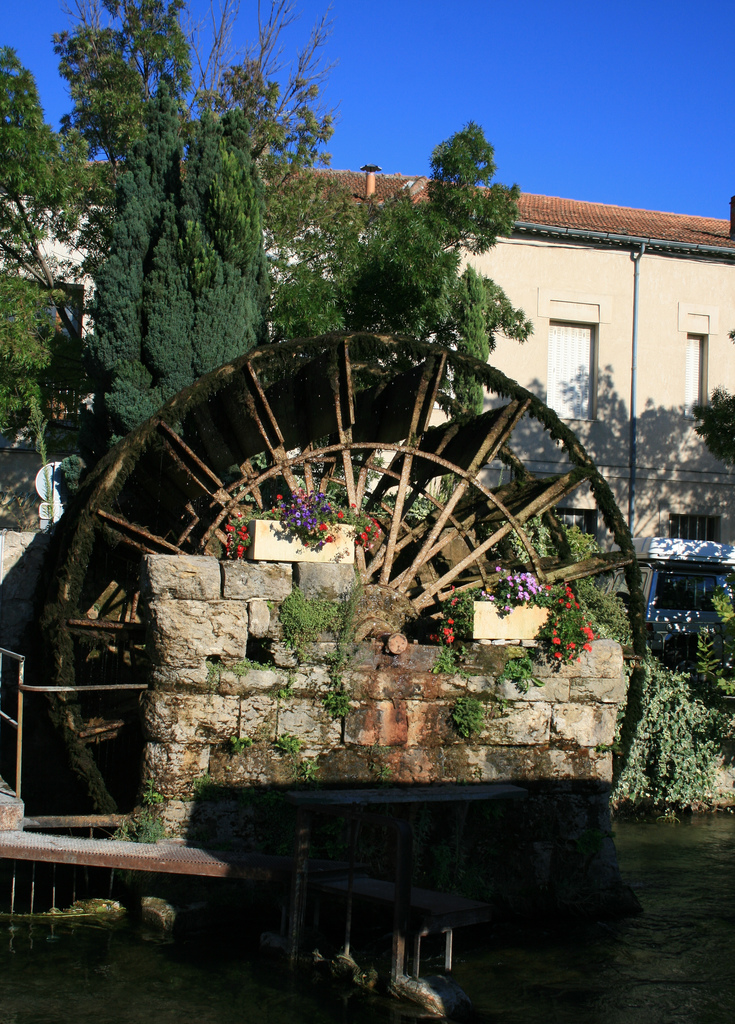
Une roue à aubes en ville.

- 14 roues à aubes (70 au XIXe).

#### Architecture religieuse

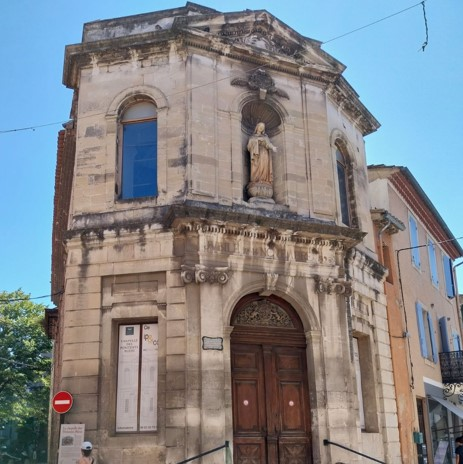
Chapelle des Pénitents bleus.

- La collégiale Notre-Dame-des-Anges, d'origine romane, une des plus belles églises baroques de Provence. L'édifice a été classé au titre des monuments historiques en 1911[47].
- La chapelle Saint-Andéol de Velorgues, XIe/XIIe siècle, entièrement romane.
- Les anciennes chapelles de Pénitents[48] :
  - La chapelles des Pénitents blancs, ancienne chapelle, construite en 1742, œuvre de l'architecte Brun Cadet, nouvelle chapelle bénie en 1819, désaffectées, rue Jean Roux,
  - La chapelle de la Congrégation des Hommes, chapelle des Pénitents bleus construite entre 1766 et 1769 par l'architecte Jean-Ange Brun, rachetée par la ville : tableaux de Parrocel, Mignard, Vouet, statues, rue Voltaire.
- La chapelle de l'hôpital XVIIIe siècle (IMH) : retable, statues, chaire, boiseries, place des Frères Brun.
- l'Église réformée de France anciennement chapelle de l'ancienne maison de Charité, construite en 1852, désaffectée, rue André Autheman.
- La petite chapelle classique Saint-Gervais, qui est désaffectée.
- La chapelle rurale Saint-Pancrace ruinée.
- Les vestiges du premier couvent des Ursulines de France XVIe siècle.
- Le couvent des Capucins XVIIe siècle (maison d'habitation), chapelle.
- L'ancienne juiverie dont les habitants, protégés du pape, participèrent activement à la prospérité de la cité et le cimetière juif de L'Isle-sur-la-Sorgue[49].

#### Musées
- Le centre d'art Campredon art & image, dans l'Hôtel Donadei de Campredon
- Le musée de l'école d'autrefois
- La pharmacie de l'hôtel-Dieu[50] : collection de pots de pharmacie en faïence de Moustiers bleue[51] d'époque Louis XV, classés à titre d'objet en 1935.
- La Fondation Villa Datris, centre d'art privé de sculptures contemporaines.

### Animations

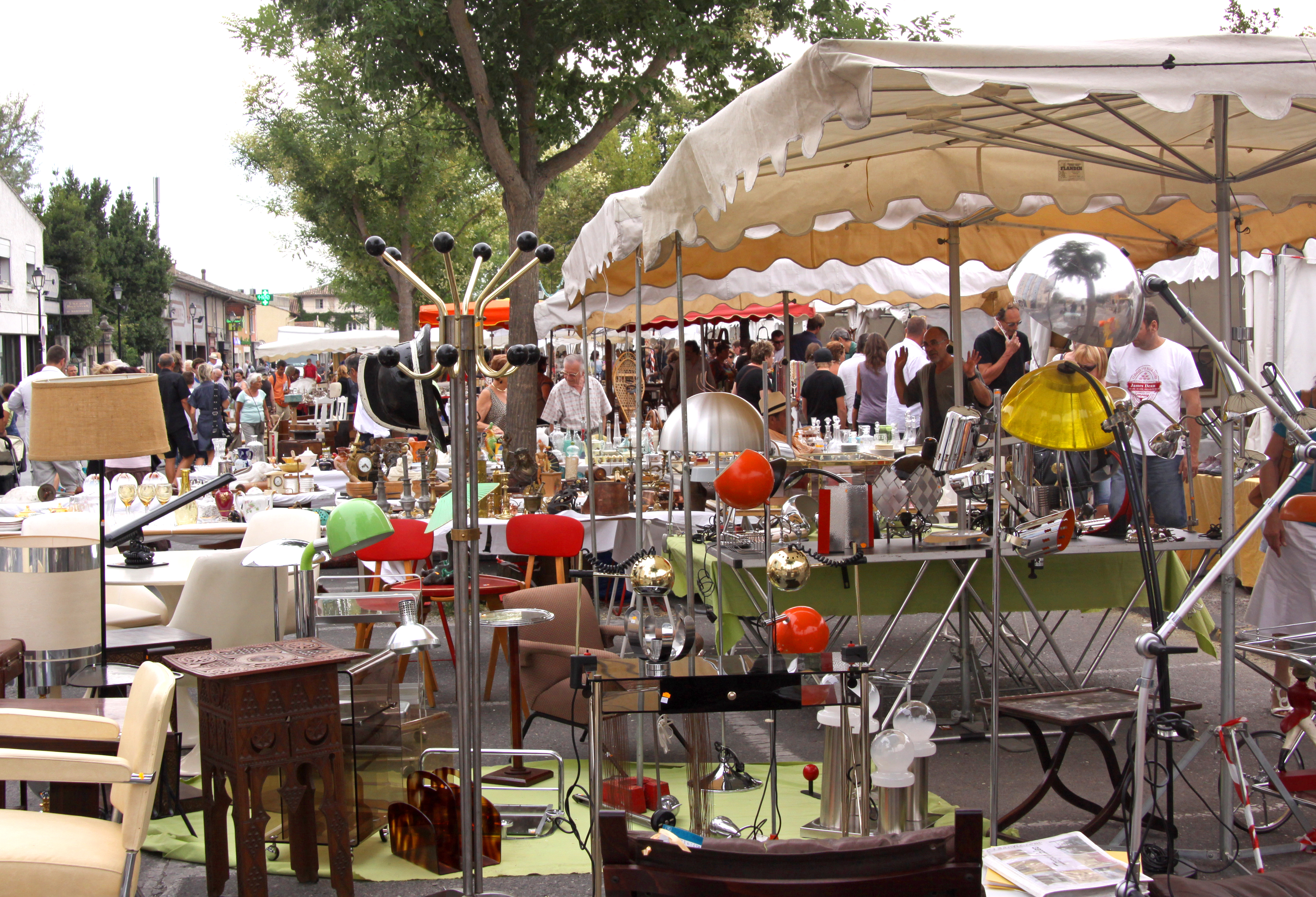
La brocante.

- Festival littéraire Lire sur la Sorgue.
- Festival de la Sorgue en juillet.
- La pêche d'antan par la confrérie des pescaïres lilen qui, pour la circonstance, utilise l'espace d'une matinée les techniques de pêche d'autrefois.
- Corso nautique dernier week-end de juillet.

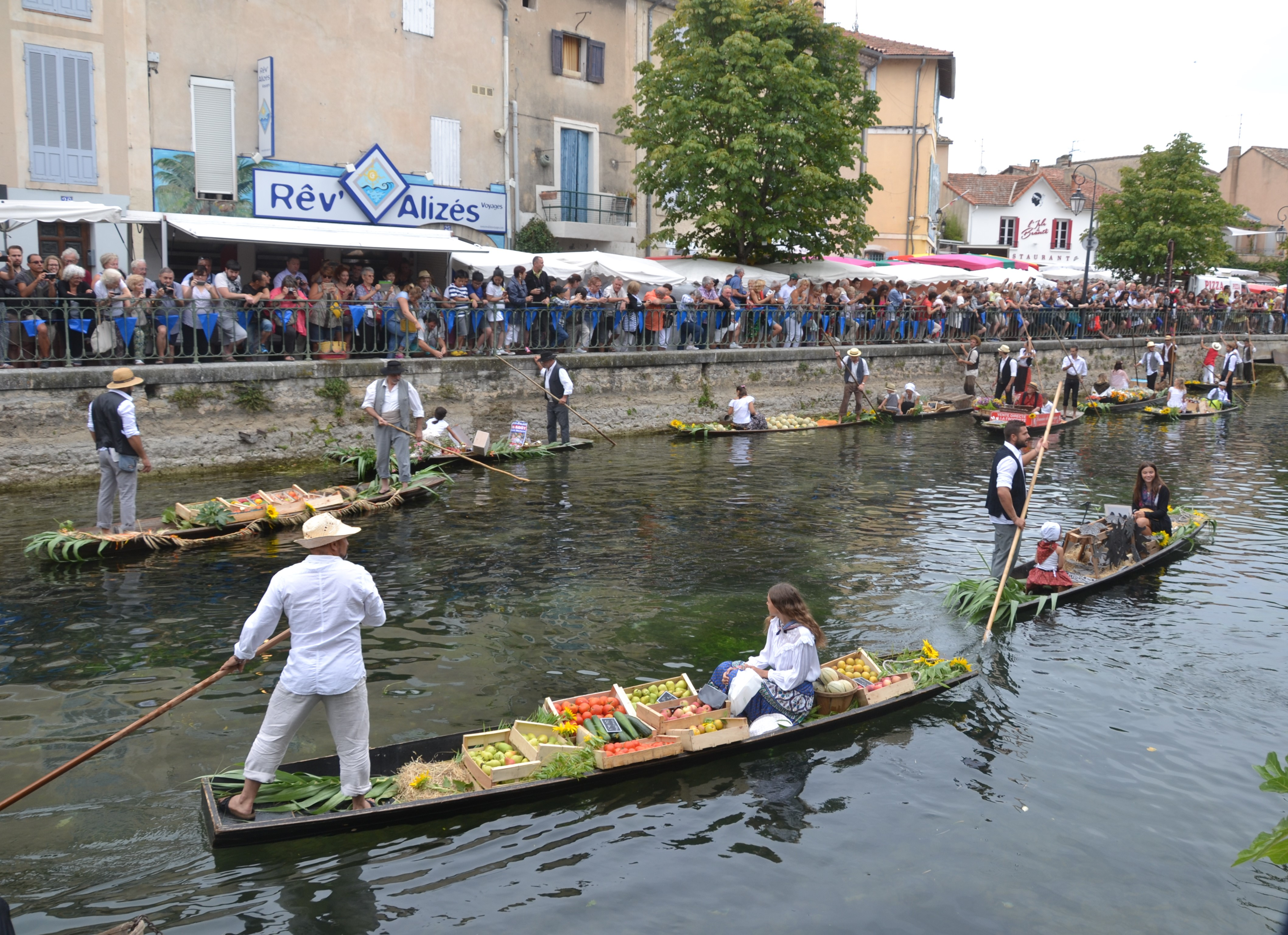
Marché flottant.

- Marché flottant le premier dimanche d'août : les commerçants se trouvent sur des nègo chin et vendent leurs produits aux acheteurs se trouvant au bord de la Sorgue.
- Courses hippiques en juillet et août.
- Foire Internationale Brocante & Antiquités - Foire Internationale d'Art contemporain - Foire Internationale du Livre Ancien FILA (Pâques et 15 août).
- Grand Live OPT Poker (mars - avril).
- Festival trace de poète, un dialogue entre poésie et philosophie, théâtre, musique et arts plastiques. Tous les ans au printemps.
- Festival Lilenzik, un festival de musiques actuelles qui se déroule chaque année sur deux jours fin mai.

### Grand prix des personnalités
Depuis 2016, a lieu, chaque année, Le Grand prix des personnalités. Il s'agit d'un tournoi de pétanque réunissant, chaque mois de juin dans le parc Gaultier, des célébrités du monde du journalisme, des médias et du spectacle. Ce tournoi avait lieu, depuis sa fondation en 1989, à Avignon, mais, à la suite de la décision de la maire d'Avignon, Cécile Helle, d'abandonner le tournoi, la ville de L'Isle-sur-la-Sorgue l'a récupéré.

### Héraldique
|  | Les armes peuvent se blasonner ainsi : « Burelé, ondé d'argent et d'azur, à une flamme de gueules mouvante de tout le chef ». En support : deux hérons. Diverses versions du blasonnement : « d'or au feu de gueules, à la rivière d'azur issant de la pointe », ou encore désignant le blason dans sa version moderne : « d'azur, à deux truites d'argent en fasce ». D'après un sceau d'avril 1209, L'Isle portait : d'azur à la truite d'argent en pal. La devise est « ardet in hostem », soit « Il est ardent contre l'ennemi ». |

Le feu fait référence à Saint Antoine (nom donné à la colline de l'Isle-sur-la-Sorgue) que l'on invoquait pour soigner le feu ardent donné par l'ergot de seigle tandis que la rivière symbolise Vellorgues, hameau rattaché à la commune… Deux territoires tout récemment annexés par L'Isle-sur-la-Sorgue à l'époque de la création de ces armoiries.

## Personnalités liées à la commune
Nés à L'Isle-sur-la-Sorgue
- Esprit Joseph Brun (1701-1802), architecte français ;
- Joseph Bonnaud d'Archimbaud (1767-1857), capitaine de frégate puis député de Vaucluse ;
- Victor Courtet (1813-1867), écrivain saint-simonien[54] ;
- Victor Leydet (1861-1901), peintre ;
- René Char (1907-1988), poète ; il est enterré dans le cimetière communal[55] ;
- Fernand Marin (1919-2016) député-maire de Sorgues ;
- Henri Michel, ancien député de la Drôme.

Décédés à L'Isle-sur-la-Sorgue
- Michel Bonnaud (1934-2008) artiste peintre et lithographe ;
- Jean Dabos (1923-2012) aviateur français, pilote de chasse durant la Seconde Guerre mondiale ;
- Jean-Marie Fage (1925-2024), peintre, illustrateur, lithographe, sculpteur et architecte ;
- Jean Garcin (1917-2006), résistant — connu sous le pseudonyme de commandant Bayard — et homme politique ;
- Hubertus van Mook (1894-1965) gouverneur général des Indes néerlandaises, puis haut commissaire néerlandais en Indonésie ;
- Jean-Pierre Roux (1938-2013) ingénieur et homme politique, maire de L'Isle-sur-la-Sorgue de 1965 à 1971 et député de la 1re circonscription de Vaucluse entre 1968 et 1973 ;
- Michel Bonnaud (1934-2008) artiste peintre et lithographe ;
- Clément Thierry (1930-2008), acteur ;

Ont vécu ou possédé une maison sur le territoire de la commune
- Renaud, chanteur ;
- Dave, chanteur ;
- Patrick Hernandez, chanteur ;
- Patrick Bruel, chanteur ;
- Willy Ronis (1910-2009), photographe, l'un des représentants les plus importants de la photographie humaniste française ;

Inhumés sur le territoire de la commune
- René Dary (1905-1974), acteur et réalisateur[55] ;
- Michel Eugène Agnellet (né le 29 septembre 1927 à Paris dans le douzième arrondissement, décédé le 24 octobre 2012 à L'Isle-sur-la-Sorgue), résistant , sauvé grâce au silence, sous la torture, de ses camarades du Lycée Buffon à Paris dans le quinzième, qui furent fusillés le 8 février 1943, vers 11 heures du matin, au stand de tir de Balard (Paris 15e), leurs corps jetés ensuite dans une fosse commune du cimetière parisien d'Ivry-sur-Seine.